# ميخائيل كيلي سوتون
ميخائيل كيلي سوتون (بالإنجليزية: Michael Kelly Sutton)‏ هو صحفي أمريكي، ولد في 4 مايو 1987.